# طيران الإمارات الرحلة 521
طيران الإمارات الرحلة 521 كانت رحلة ركاب دولية مجدولة رقم (EK521) من ثيروفانانثابورام عاصمة ولاية كيرالا الهندية إلى مطار دبي الدولي في الإمارات العربية المتحدة تشغلها شركة طيران الإمارات باستخدام طائرة بوينج 777-300، هبطت الطائرة التي كانت تقل 282 راكبًا و 18 من أفراد الطاقم على المدرج الرئيسي في حوالي الساعة 12:45 ظهرا بتوقيت دبي وتحطمت أثناء هبوطها واشتعلت النار في مقدمتها.
نجا جميع من كانوا على متن الطائرة وعددهم 300 شخص من الحادث. أصيب 32 بجروح منهم 4 إصابات خطيرة. توفي أحد رجال الإطفاء بالمطار أثناء عملية الإنقاذ وأصيب سبعة من رجال الإطفاء. يعد الحادث هو الخسارة الوحيدة لهيكل طائرة طيران الإمارات. 

## الطائرة والطاقم

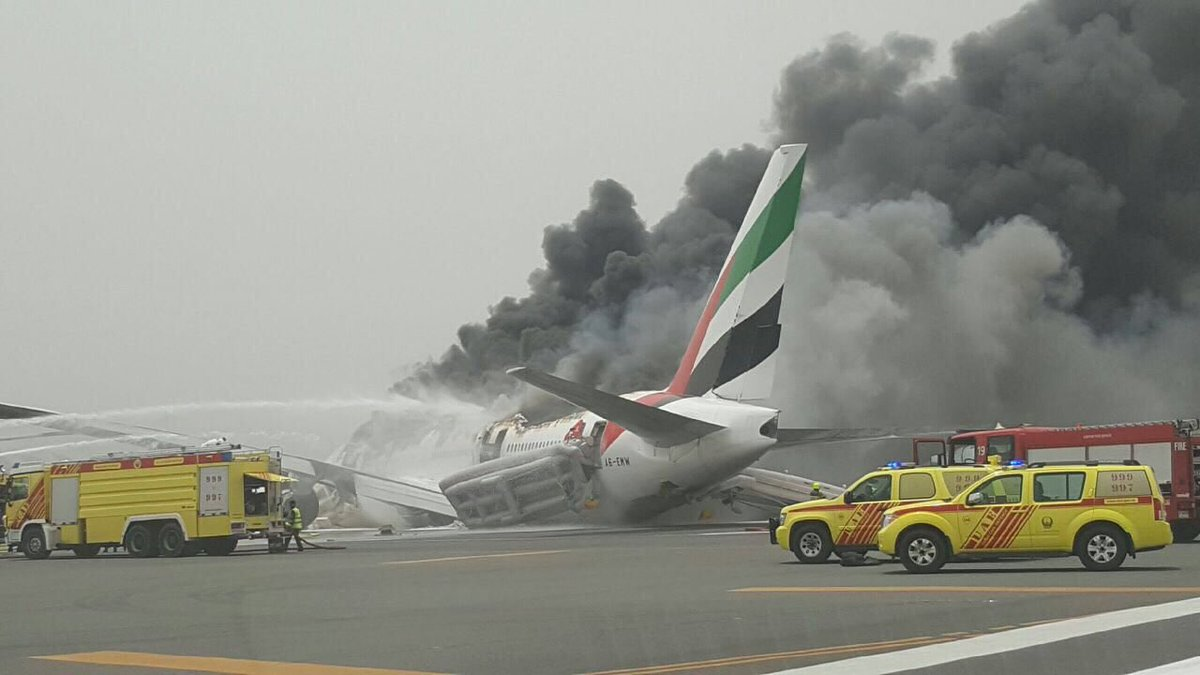
صورة للطائرة بعد احتراقها على أرض مطار دبي الدولي

الطائرة المعنية في الحادث هي من نوع بوينغ 777-31H، وتحمل الرقم التسلسلي 434 ورقم التسجيل (A6-EMW). ولها في الخدمة 13 عاما، حيث قامت بأول رحلة لها في 7 مارس 2003، وسلمت إلى طيران الإمارات يوم 28 مارس 2004. الطائرة مزودة باثنين من محركات رولز رويس ترنت 892 من صناعة رولز رويس، الطائرة كانت في وقت وقوع الحادث قد طارت لمدة 57,000 ساعة، في 13000 دورة.

## الركاب وأفراد الطاقم
| الدولة                   | العدد |
| ------------------------ | ----- |
| أستراليا                 | 2     |
| البوسنة والهرسك          | 1     |
| البرازيل                 | 2     |
| كرواتيا                  | 1     |
| مصر                      | 1     |
| ألمانيا                  | 2     |
| الهند                    | 226   |
| أيرلندا                  | 4     |
| لبنان                    | 1     |
| ماليزيا                  | 2     |
| الفلبين                  | 1     |
| المملكة العربية السعودية | 6     |
| جنوب أفريقيا             | 1     |
| سويسرا                   | 1     |
| تايلاند                  | 2     |
| تونس                     | 1     |
| تركيا                    | 5     |
| الإمارات العربية المتحدة | 11    |
| المملكة المتحدة          | 24    |
| الولايات المتحدة         | 6     |
| المجموع                  | 300   |